# Торнадо (класс гоночных яхт)
Торнадо (англ. Tornado) — гоночный катамаран-монотип. Экипаж — 2 человека. Международный гоночный класс. Бывший Олимпийский класс, исключён из программы 2012 года.

## История
- Спроектирован в Великобритании в 1967 году.
- Был введён в программу Олимпийских игр в 1976 году[1].
- В 2000 году параметры катамарана были существенным образом модифицированы. Изменения коснулись увеличения площади парусов, грота с 15,6 до 17,0 м², а стакселя с 5,4 до 7 м², добавлен геннакер 25,00 м² и трапеция для рулевого.
- Российские Чемпионы Мира в этом классе: Виктор Потапов и Александр Зыбин (дважды в 1978 и 1980 гг.), Юрий Коновалов и Сергей Кравцов (1988 г.).
  - Вице-чемпионы: Яков Яковлевич Кливер и Сергей Николаевич Фогилев[англ.] (1981 г.).

После Олимпийских игр 1980 года в советской команде в классе «Торнадо» появились новые имена: Сергей Приймак, Виктор Кривошей, братья Сергей и Георгий Кравцовы, Юрий Коновалов, Сергей Кузовов, Владимир Костров.
В 1986 году на Играх доброй воли в Таллине победу праздновал экипаж Юрий Коновалов — Сергей Кузовов. В 1990 году на чемпионате Европы экипаж Сергей Приймак — Сергей Кузовов занял второе место. Традиции гонщиков СССР были успешно подхвачены российским яхтсменами.

В 2003 году на чемпионате Европы в Италии экипаж Андрея Кирилюка и Валерия Ушкова завоевали бронзу, а в 2007 году они заняли на чемпионате Европы в Испании второе место.— 
- «Торнадо» был исключён из программы Олимпийских Игр после Игр 2008 года. С 2016 года в программу Олимпийских игр входит другой катамаран — Накра 17.[3]

В 2016 году в мире насчитывается более 4500 катамаранов «Торнадо» и в ассоциации класса состоит свыше 1300 членов.

## Иллюстрации
- Катамаран класса «Торнадо» идёт с опорой на один поплавок
- Парусный  катамаран «Торнадо» Роланда Геблера
- Торнадо на Олимпиаде 1980